# Нігті

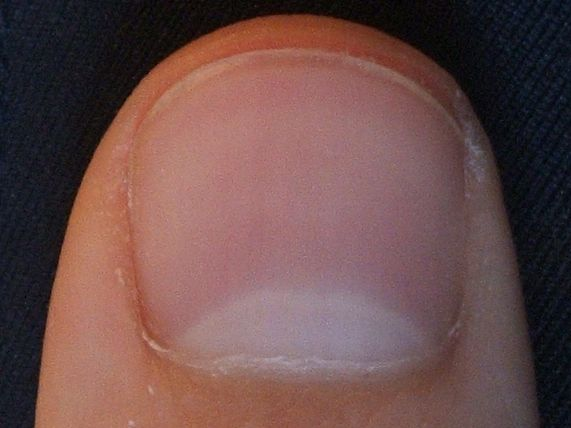

Ні́гті — це рогові пластинки на тильній поверхні кінців пальців верхніх й нижніх кінцівок приматів. Нігті є похідними шкіри.

## Функція нігтя
Функція нігтя — захист кінцевих фаланг пальців від механічних пошкоджень.
Передній край нігтьової пластинки вільний, задній і бічні її краї оточені шкірною складкою. Верхня частина шкірної складки насувається на нігтьову пластинку і носить назву нігтевих валиків (кутикул), які виконують захисну роль, не даючи чужорідним тілам і бактеріям проникнути до паросткової зони нігтя. Край валу є мертвими клітками. Висихаючи, а потім, відшаровуючись, цей край дає початок задиркам.

## Будова нігтя
Розрізняють тіло і корінь нігтя. Коренем нігтя називається задня частина нігтьової пластинки під заднім нігтьовим валом. Лише невелика частина кореня нігтя виступає з-під нігтьового валу у вигляді білуватої ділянки півмісяцевої форми (лунка нігтя).
Корінь нігтя лежить на задній частині нігтевого ложа і називається матрицею. Матриця - це місце, де відбувається утворення нігтьової пластинки; вона складається з епітеліальних клітин. У шипоподібному шарі цих клітин є оніхобласти — клітини, що творять ніготь, які перетворюються на рогові пластинки нігтя.
Основою нігтьової пластинки є кератин — білок, який також присутній і у шкірі. З нього ж утворюється волосся. Щільність кератину в нігтях і волоссі обумовлена тим, що в цьому білку присутня значна кількість атомів сірки. Зв'язки, що утворюються між молекулами, укріплюють білок, роблячи його твердим. Багато в чому кількість сірки (а точніше, цистеїну, амінокислоти, в яку входить сірка) визначається не тільки її вмістом в організмі, але і спадковими особливостями. Так, у деяких людей концентрація цистеїну вища, що робить нігті твердими.
Між шарами кератину розташовуються тонкі прошарки жиру і води. Саме ці прошарки додають нігтьовій пластинці еластичність і блиск. Ніготь може вбирати воду, при цьому збільшуючи свою товщину. Тому у людей, що часто контактують з водою, нігті стають м'якими і товстими.
Окрім сірки, в нігті містяться інші мікроелементи — кальцій, хром, фосфор, селен і цинк. Їх присутність робить ніготь здоровим.

## Зростання нігтів
Нігті ростуть повільніше у вагітних, у весняний час. На швидкість росту нігтів може впливати діяльність, що приводить до їх сточування (друкування на машинці, звичка постійно гризти нігті, масаж рук тощо).
Уповільнює зростання нігтів надмірно строга дієта (з малим вмістом жирів, білків, вітамінів) і хвороби, порушення кровообігу , і обміну речовин.

## Основні аспекти зростання нігтів
Форма і структура нігтів генетично залежні. Але, незважаючи на генетичну залежність, форма, структура і швидкість росту можуть змінюватися в результаті взаємодій зовнішніх і внутрішніх чинників.
Для того, щоб полегшити розуміння зростання нігтів, розділимо на дві складові групи: зростання нігтя в товщину і в довжину. Ці два показники нерівнозначні, оскільки на першому місці завжди стоятиме зростання нігтя в довжину, визначуване матриксом (матрикс — це корінь нігтя). Спочатку товщина нігтя теж визначається матриксом і лише частково епітелієм нігтьового ложа. Чому у деяких людей нігті товсті, а у інших тонкі? Товщина нігтя залежить від довжини матриксу, чим довший матрикс, тим товстіша нігтьова пластина. При дистрофії, травмах матричного апарату частина його може бути виключена тимчасово або назавжди з функції утворення речовин нігтя, в результаті ніготь виснажується. В цьому випадку майстер манікюру створює умови для відновлення функції матриксу або впливає з тією ж метою на нігтьове ложе. Але в другому випадку результат може бути неочевидним.
Ніякі методи не допоможуть зробити нігті товстіші то́му, у кого вони тонкі від природи, оскільки матрикс закладений генетично. У цих випадках допомогти можна лише за допомогою штучних матеріалів для зміцнення нігтів. Якщо ж спочатку у людини були товсті нігті і з часом вони стають тонкими, необхідно знайти причину виснаження нігтьової пластини, перш ніж майстер запропонує відповідний метод відновлення. Для часткового відновлення товщини нігтів можна впливати на паросткові клітки нігтьового ложа, але тут необхідно враховувати структуру нігтьової пластини.

## Нігті— показники хвороби

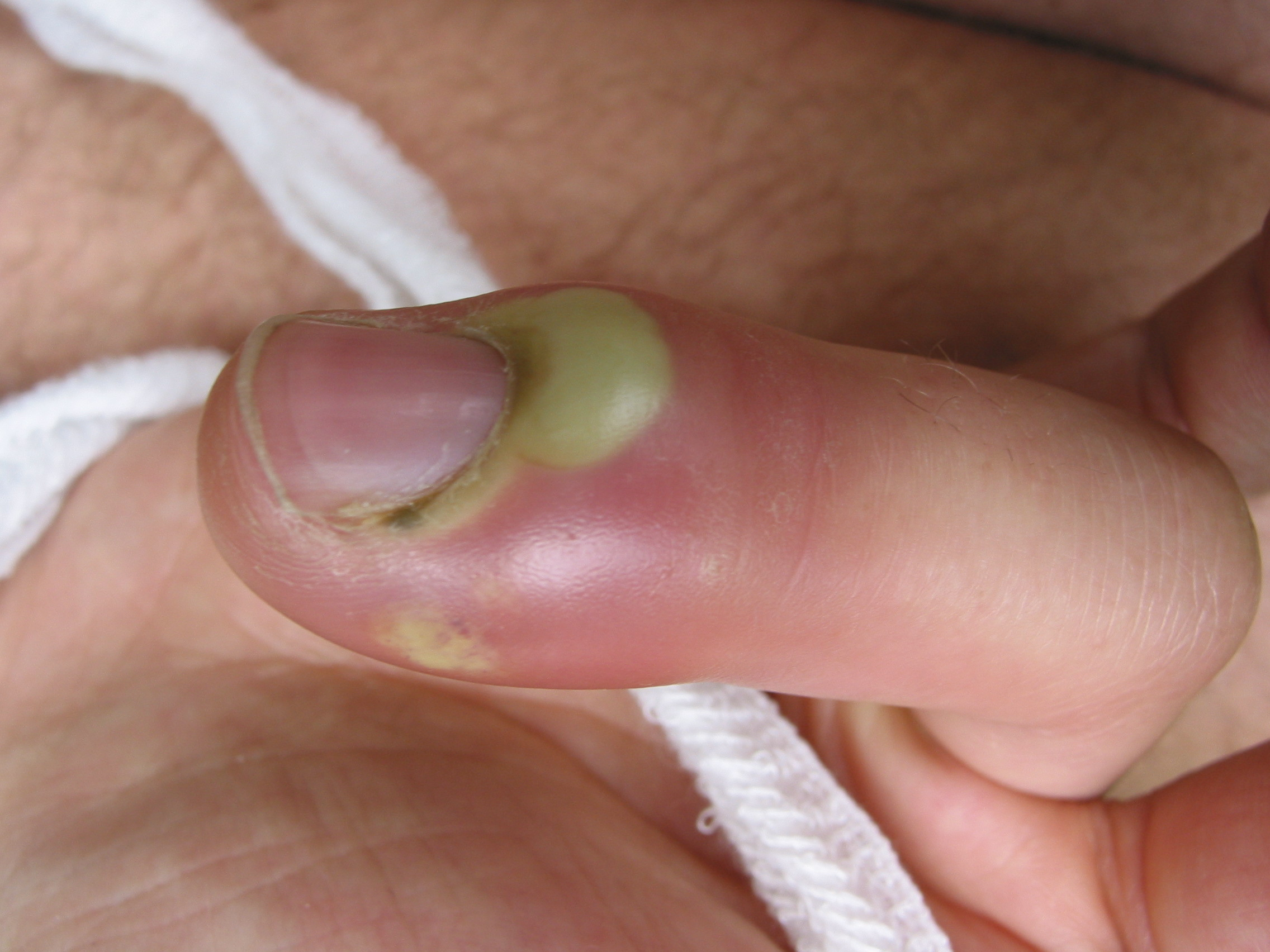
Панарицій

Нігті часто є показниками хворобливих процесів, що відбуваються в нашому організмі.
Наприклад
- поздовжні жолобки говорять про наявність хронічних запальних захворювань (додаткових пазух носа, зубів) або початок ревматизму;
- поперечні жолобки можуть указувати на хвороби внутрішніх органів (нирок, печінки, шлунково-кишкового тракту);
- утворення поперечних борозен свідчить про те, що організму не вистачає цинку. Оскільки цинк міститься в основному в продуктах тваринного походження, від його недоліку страждають перш за все вегетаріанці.який застерігає про псоріаз;
- нігті у формі вітрового скла дуже часто указують на хворобу легенів, бронхіт або онкологічні захворювання;
- ложкоподібні нігті свідчать про дефіцит заліза, який слід лікувати обов'язково під контролем лікаря.
- зміна кольору нігтів дозволяє зробити попередній вивід про розвиток патології внутрішніх органів. При недостатності кровообігу нігті стають синюватими. Жовте забарвлення нігтів указує на хвору печінку. Горбкуваті жовтуваті нігті бувають при цукровому діабеті, а також грибковому ураженні.
- ламкість і розщеплення нігтів, зміна їх кольору свідчать про надмірне куріння, незбалансоване харчування і прямий контакт з синтетичними мийними засобами. Розшарування нігтів також відбувається через недолік в організмі вітаміну D, кремнію або кальцію.

## Гігієна нігтя

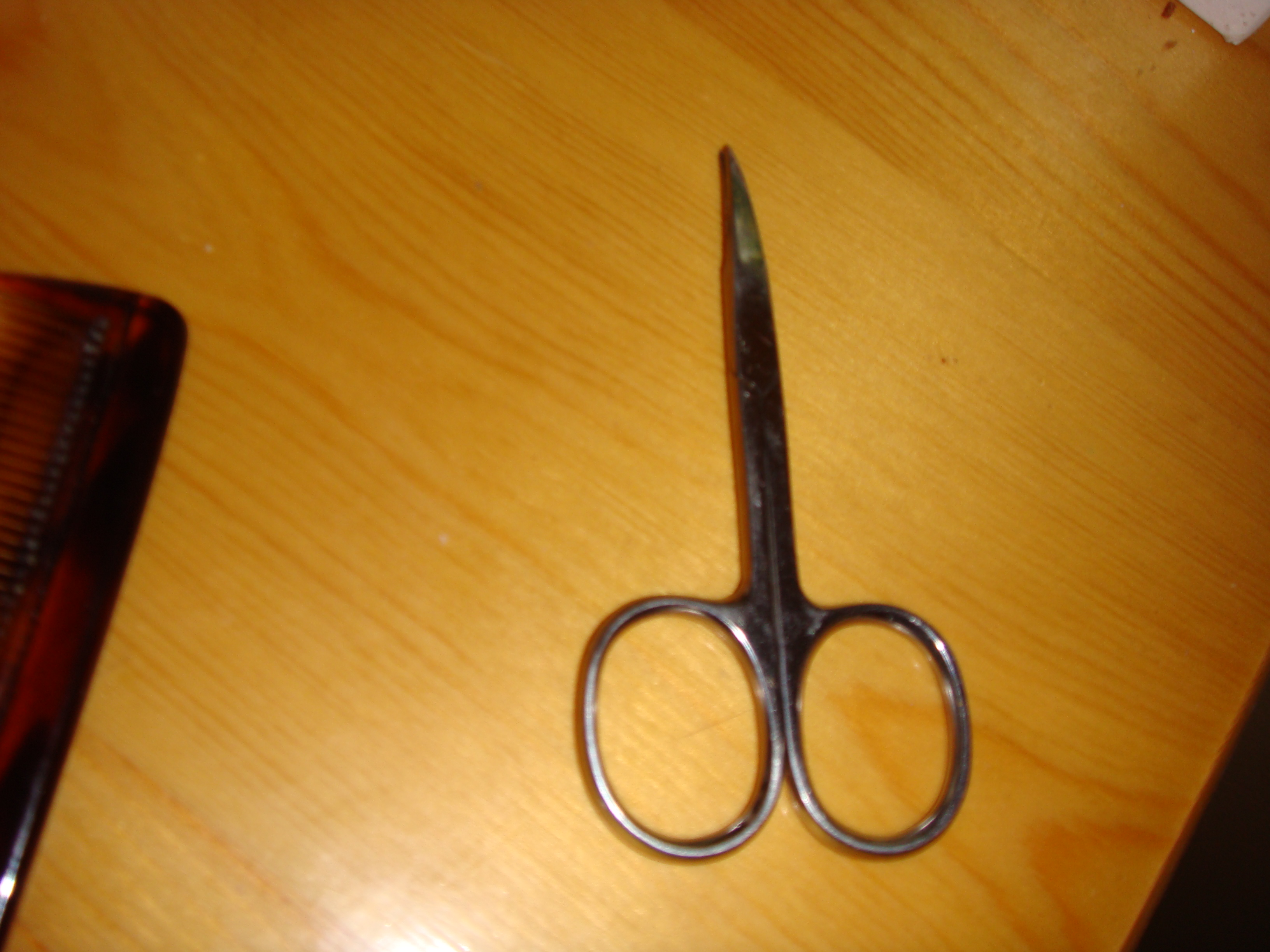
Ножички для стрижки нігтів

Нігті мають бути підготовлені щоденним доглядом і постійно гігієнічним манікюром, який включає, головним чином, правильну стрижку нігтя і ґрунтовне чищення передніх ділянок нігтьового жолобка.
При грамотно проведеній процедурі створюються найсприятливіші умови для здорового зростання нігтя, і відсутні умови для зростання бактерій або вростання нігтя.
Стрижка
Для стрижки нігтя використовують спеціальні щипці для нігтів або ножиці. Обрізання проводиться тільки кінчиками інструменту, і чим коротші окремі кроки при обрізанні, тим легша процедура. Зрештою, поверхня, що обрізає, має бути гладкою рівномірною лінією без виступаючих країв.
Після стрижки нігтів проводиться ґрунтовне, але обережне очищення нігтьового жолобка і шкіри під вільним краєм нігтя. Після очищення шліфують і полірують нерівності нігтя пилкою або діамантовою фрезою для обробки нігтя. Потім ніготь і відсунуту кутикулу можна відполірувати невеликою кількістю крему і протерти одеколоном: ніготь набуде блискучого вигляду.
Щипчики для нігтів були розроблені французьким фабрикантом Матьє Мартеном у 1892 р.

## Нейл-арт

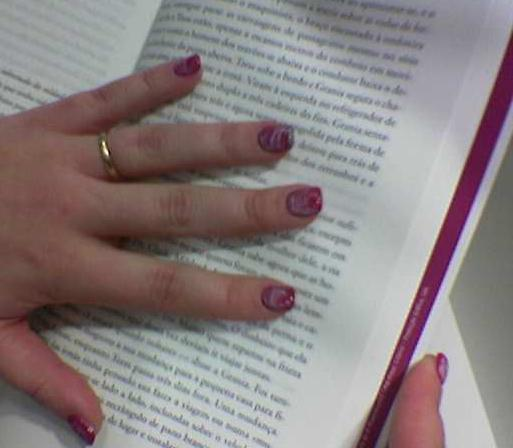

Існує ціла галузь мистецтва під назвою «нейл-арт», що по суті є мистецтвом декоративного манікюру і розпису нігтів. Крім того, це ціла наука, що полягає в знаннях про те, як підготувати ніготь до роботи, підібрати потрібні інструменти, створити необхідний фон для малюнку. Як і в будь-якому мистецтві, в нейл-арті існують модні і класичні тенденції.
Модною тенденцією можна назвати спосіб нанесення зображення на ніготь за допомогою спеціального принтера. Принцип роботи такої машини заснований на технології струменевого друку, проте відмінність механізму переміщення друкуючої головки машини полягає в можливості здійснення даної дії в чотирьох напрямах площини на противагу від двох напрямів струменевого принтера. При здійсненні друку рухається сам друкуючий елемент машини, об'єкт, на який наноситься зображення, залишається нерухомим.
Використання ІРЦ-гелю в процесі друку вирішило відразу дві проблеми. По-перше: ІРЦ-гель виконує функцію активованого покриття (принцип фотопаперу для цифрового фотодруку), що власне не дозволяє розтікатися чорнилу в області друку і насичує композицію кольором за рахунок часткового змішування фарб у в'язкому середовищі гелю. По-друге: гель люмінесціює при ультрафіолетовому підсвічуванні. Ця здатність гелю дозволяє машині автоматично визначити ділянки області друку і нанести задану композицію безпосередньо в ці ділянки, не розпилюючи фарбу за межі нігтя. Процес «розпізнавання» нігтя не використовується ні в одному з аналогів.
В кінці процедури ніготь покривається безбарвним лаком. Таким чином, використовуючи вказану технологію, на ніготь можна наносити різні складні графічні зображення. Наприклад — свою фотографію.
Спеціальні матеріали, вживані в нейл-арті: лаки, стрази, мікролелітки, фольга, прикраси з дорогоцінних металів, татуювання на нігтях. Крім того, в нейл-арті застосовуються інструменти: голки, зубочистки, пензлики, пилочки, кусачки, існує поняття нігтьового пірсингу.
Опанувавши азами нейл-арту, можна самостійно створювати власні узори на нігтях, застосовуючи особливі принципи планування і композиції.

## Дивись також
- Оніхофагія — нав'язливе обкусування нігтів
- Манікюр
- Педикюр
- Врослий ніготь